# Брошка Браґанса
Брошка Браґанса (англ. The Braganza Brooch, The Braganza Fíbula) — золота емальована вишукано орнаментована фібула походження та побутування якої до ХІХ ст. залишається неясним. Від ХІХ ст. належала різним представникам португальського королівського роду Браґанса, що й зумовило її загальнопоширену умовну назву. Мистецтвознавці та археологи вважають, що фібула була виготовлена грецьким ювелірним майстром, що жив на Піренейському півострові близько IV — ІІІ ст. ст. до н. е на замовлення заможного кельто-іберійського клієнта.
Від 1993 року прикраса перебувала на зберіганні та експонуванні у Британському музеї. А 25 квітня 2001 Британський музей через аукціон Крістіз придбав ювелірний виріб у власність за $ 1 580 570.